# Локалитет Равне
Локалитет Равне је локалитет у режиму заштите I степена, површине 95,69ha, на западу централног дела НП Фрушка гора.
Налази се у ГЈ 3808 Равне, одељења 18 (одсеци „е”, „ф”, „г”, „х” и „и”), 19 (одсеци „ц”, „д”, „е” и „ф”), 20 (одсек „ц”) и 21, у висинском распону 350-450 м.н.в. Простиру се на широком, благо валовитом платоу, испод главног била Фрушке горе који их заклања са југа и запада. На локалитету Равне налази се најлепше и најочуваније букове шуме у НП Фрушка гора. Локалитет је познат по репрезентативним, високопродуктивним буково-липовим (Tilio-Fagetum) и китњаково-грабовим шумама (Qerco-Carpinetum) те прелазним китњаково-буковим састојинама и шумама китњака и букве. Локалитет је значајан и за очување орнитофауне букових шума. Састојина букве (Fagus moesiaca) регистрована је као семенски објекат.